# Bulbophyllum forsythianum
Bulbophyllum forsythianum là một loài phong lan thuộc chi Bulbophyllum.